# Irène (film, 1940)
Pour les articles homonymes, voir Irène.
Pour plus de détails, voir Fiche technique et Distribution.
Irène (Irene) est un film américain en noir et blanc réalisé par Herbert Wilcox, sorti en 1940.

## Synopsis
D'origine modeste, Irene O'Dare va tenter sa chance à New York. Elle obtient un emploi dans une maison de couture et devient rapidement un mannequin à succès. Cela attire l'attention de Don, le propriétaire du magasin, et de Bob, le fils du gérant, M. Smith. Cela suscite également l'envie des collègues et la colère d'Eleanor, la petite amie de Bob. Mais tout ce que porte Irene s'avère être un succès, même la robe élimée de sa mère. Elle se fait même passer pour la nièce de Lady O'Dare lors de galas de la haute société.

## Fiche technique
- Titre original : Irene
- Titre français : Irène
- Réalisation : Herbert Wilcox
- Scénario : Alice Duer Miller, d’après l’opérette Irene de Harry Tierney, James H. Montgomery et Joseph McCarthy (1919)
- Producteur : Herbert Wilcox
- Société de distribution : RKO Pictures
- Photographie : Russell Metty
- Montage : Elmo Williams
- Musique : Anthony Collins
- Pays d'origine : États-Unis
- Format : noir et blanc - 1,37:1 - Mono
- Genre : Comédie musicale
- Durée : 101 minutes
- Dates de sortie : 
  - États-Unis : 3 mai 1940
  - France : 20 mars 1946

## Distribution
- Anna Neagle : Irene O'Dare
- Ray Milland : Don Marshall
- Roland Young : M. Smith
- Alan Marshal : Bob Vincent
- May Robson : Granny O'Dare
- Billie Burke : Mme Vincent
- Arthur Treacher : Bretherton
- Marsha Hunt : Eleanor Worth
- Isabel Jewell : Jane
- Doris Nolan : Lillian
- Ethel Griffies : Princesse Minetti
- Juliette Compton : Newlands Grey